# Mar de plástico
Mar de plástico es una serie española de televisión producida por Boomerang TV para Antena 3 emitida entre 2015 y 2016.

## Argumento
El argumento de la serie en su primera temporada gira en torno a la investigación sobre el asesinato de Ainhoa Sánchez, hija de la alcaldesa del pueblo almeriense ficticio de Campoamargo, y  de los conflictos de interés que surgen entre los inmigrantes y la población autóctona.
En su segunda temporada, la serie nos propone un nuevo asesinato, que se va a investigar a lo largo de los trece nuevos capítulos de esta segunda parte.
La serie se estrenó simultáneamente en Antena 3, Neox, Nova y Mega el 22 de septiembre de 2015.

## Rodaje
Las localizaciones del rodaje se reparten entre  varios puntos geográficos de la provincia de Almería: su capital provincial,  Níjar, Vícar, La Mojonera y El Ejido.  Las escenas de interiores se rodaron en Madrid.  En noviembre de 2015 se confirmó una segunda temporada, estrenada el 12 de septiembre de 2016.

## Temporadas
| Temporadas | Temporadas | Capítulos | Estreno                  | Final                   | Audiencia media | Audiencia media | Audiencia media |
| Temporadas | Temporadas | Capítulos | Estreno                  | Final                   | Espectadores    | Cuota           |                 |
| ---------- | ---------- | --------- | ------------------------ | ----------------------- | --------------- | --------------- | --------------- |
|            | 1          | 13        | 22 de septiembre de 2015 | 22 de diciembre de 2015 | 3 755 000       | 21,4%           |                 |
|            | 2          | 13        | 12 de septiembre de 2016 | 19 de diciembre de 2016 | 2 891 000       | 17,5%           |                 |
| Total      | Total      | 26        | 22 de septiembre de 2015 | 19 de diciembre de 2016 | 3 323 000       | 19,5%           |                 |

## Sinopsis y ambientación

### Primera temporada
Todo comienza en una noche calurosa en Campoamargo, localidad que acoge una importante población extranjera que trabaja como temporeros en la agricultura, en el emprendimiento de Juan Rueda, un poderoso empresario de la región. Ainhoa Sánchez Almunia (Mara López), hija de la alcaldesa de la localidad, acude a una cita en los invernaderos. Las luces de la comarca se apagan y la joven es atacada durante el apagón. Al día siguiente llega al pueblo Héctor Aguirre Millán —Rodolfo Sancho–, sargento de la Guardia Civil y jefe de la Policía Judicial.
Héctor es un excombatiente de la guerra de Afganistán que arrastra un tortuoso pasado tanto en lo personal como en lo profesional. Para él comienza la investigación más difícil y peligrosa de su carrera, y descifrar los motivos que llevaron al asesino a perpetrar el crimen se convertirá en su principal inquietud. Todos en el pueblo son sospechosos.
Conforme avanza la serie, cada personaje que se vincula con Ainhoa, trae consigo una historia propia que aporta a la serie aún más misterio e incertidumbre.
La primera temporada está conformada por trece capítulos:
- Cap. 1: Las primeras 48 horas (72 minutos).
- Cap. 2: Fumigación. (71 minutos)
- Cap. 3: Reconstrucción. (70 minutos)
- Cap. 4: La prueba. (66 minutos).
- Cap. 5: La cámara (68 minutos).
- Cap. 6: Confianza (71 minutos).
- Cap. 7: La mano (71 minutos).
- Cap. 8: El pasado (68 minutos).
- Cap. 9: La fosa. (69 minutos).
- Cap. 10: Fuera de combate. (69 minutos).
- Cap. 11: Boris E. (68 minutos).
- Cap. 12: Se cierra el círculo. (70 minutos).
- Cap. 13: La caza del hombre. (65  minutos).

### Segunda temporada
Tras el desenlace de la investigación y el encarcelamiento del asesino de Ainhoa, la calma retorna a Campoamargo. Sin embargo, otro crimen sacude a la pequeña población agrícola: Marta Ezquerro (Belén López), la ingeniera agrónoma, aparece muerta en un contenedor con un fuerte golpe en la cabeza.
El miedo y el estupor se instalan nuevamente en el pueblo. De nuevo, cualquiera, —excepto, obviamente, quien ha sido encarcelado—, puede haber sido el asesino y el peligro se cierne sobre las vecinas del pueblo que teme más víctimas.
La segunda temporada está compuesta por trece capítulos:
- Cap. 1: El regreso. (73 minutos)
- Cap. 2: Barislav 4. (76 minutos)
- Cap. 3: Cowboy de medianoche. (70 minutos)
- Cap. 4: La trituradora.(72 minutos)
- Cap. 5: Quid pro Quo.( 72 minutos)
- Cap. 6: Pit bull.(70 minutos)
- Cap.7: Vlad. (68 minutos)
- Cap. 8: El día de la ira (73 minutos)
- Cap. 9: Marta (74  minutos)
- Cap.10: Yo confieso (70 minutos)
- Cap.11: Cazado (71 minutos)
- Cap.12: Cristina (69 minutos)
- Cap.13: ¿Quién mató a Marta? (80 minutos)